# Carrick-on-Suir
Carrick-on-Suir (iriska: Carraig na Siúire) är en ort i republiken Irland.   Den ligger i provinsen Munster, i den centrala delen av landet, 130 km sydväst om huvudstaden Dublin. Antalet invånare är 5 710.
Namnet betyder ungefär "Suirs sten" vilket betyder att staden ligger över floden Suir. Stadens första namn var Carrig Mac Griffin. Idag bor det cirka 5 000 personer i Carrick-on-Suir.
Staden är sammankopplad med Limerick och Waterford genom vägen N24 samt tåg.

## Personligheter
- The Clancy Brothers, irländsk musikgrupp.
- Sean Kelly, irländsk cyklist.